# William Seward Burroughs I
Ne doit pas être confondu avec William S. Burroughs, son petit fils, ni avec William S. Burroughs Jr., le fils de ce dernier.
Pour les articles homonymes, voir Burroughs.
William Seward Burroughs I, né le 28 janvier 1857 à Rochester, New York, et décédé le 14 septembre 1898 à Citronelle, est l’inventeur d’une machine à calculer, fondateur de la compagnie Burroughs Corporation et le grand-père de l’écrivain beatnik William Seward Burroughs II.

## Biographie
William Seward Burroughs est le fils d’un mécanicien et a travaillé durant son enfance sur de nombreuses machines. Durant sa jeunesse, ses parents ont déménagé vers Auburn, New York, où lui et ses frères furent envoyés dans une école publique. Il décide d’exercer un bon métier, selon les vœux de son père. Une fois ses études secondaires terminées, il entre à la « Cayuga County National Bank of Auburn » où il travaille comme employé de bureau, passant un grand nombre d’heures à effectuer des calculs,,.
C’est à cette époque qu’il commence à s’intéresser à développer une machine à calculer. La banque où il travaillait possédait plusieurs prototypes qui nécessitent quelqu’un d’expérimenté afin de pouvoir les utiliser afin d’obtenir des résultats corrects. Burroughs, étant plus attaché à la mécanique en plus de se lasser de sa vie d’employé de bureau, commence à travailler sur sa machine à calculer. Quelques années plus tard, alors que sa santé se dégrade, il est forcé de démissionner.
Au début des années 1880, un médecin lui recommande de partir vivre dans un endroit plus chaud, il opte pour Saint-Louis et obtient un emploi dans la scierie Peck, dirigée par Fr. Baldwin. Grâce à cet emploi, il possède enfin les outils nécessaire afin de fabriquer sa fameuse machine à calculer, dont il a déjà conçu les plans. Burroughs étant très minutieux et précis, allant jusqu’à utiliser un microscope pour marquer ses points ou visser correctement, il a utilisé des matériaux de qualité supérieure et fait ses dessins sur des feuilles de métal. Il a donc inventé une machine à calculer afin de faciliter le travail des employés de bureaux devant faire des calculs. Il faut toutefois préciser qu’il n’est pas le véritable créateur, ce titre revient à Blaise Pascal, mais il fut le premier à en avoir créé une suffisamment facile d’accès pour les gens moyens et à l’avoir commercialisée en grand nombre. Il fonde l'American Arithmometer Company en 1886, qui fut rebaptisé la Burroughs Adding Machine Company en 1904. À cette époque, sa compagnie était la plus importante en matière de machine à calculer aux États-Unis. Puis elle changea encore de nom en 1953[réf. nécessaire] et a fusionné avec Sperry Corporation en 1986 pour donner naissance à UNISYS,. En 2011, elle existe toujours ayant même changé de nom pour Burroughs Payment Systems après avoir été vendue au fonds spéculatif Marlin Equity Partner. Il convient de préciser que le fils de Burroughs, Mortimer, père de William II, a vendu les droits de la compagnie en 1929 peu de temps avant le krach pour 200 000 $, ce qui était une somme énorme pour l’époque, ce qui a permis aux Burroughs de survivre à la crise économique. Il est mort à Citronelle le 14 septembre 1898, mais fut enterré au cimetière Bellefontaine à Saint-Louis.